# 문희공
조선조 임난수

## 고려
- 우탁(禹倬, 1262년 ~ 1342년)
- 류숙(柳淑, 1316년 ~ 1368년)

## 조선
- 유창(劉敞, 1352년 ~ 1421년)
- 신개(申槩, 1374년 ~ 1446년)
- 신석조(辛碩祖, 1407년 ~ 1459년)
- 류순(柳洵, 1441년 ~ 1517년)
- 홍언필(洪彦弼, 1476년 ~ 1549년)
- 안현(安玹, 1501년 ~ 1560년)
- 이호민(李好閔, 1553년 ~ 1634년)
- 이정립(李廷立, 1556년 ~ 1595년)[1]
- 이익상(李翊相, 1625년 ~ 1691년)[2]
- 송규렴(宋奎濂, 1630년 ~ 1709년)[3]